# Onšov (Moravia meridionale)
Onšov (in tedesco Windschau) è un comune della Repubblica Ceca facente parte del distretto di Znojmo, in Moravia Meridionale.